# 박성기 (로봇공학자)
박성기는 대한민국 로봇공학자이다.

## 경력
서울대 기계설계학과를 졸업하고, 서울대 대학원에서 기계설계학으로 석사 학위, KAIST에서 자동화 및 설계공학으로 박사학위를 받았다. 석사 졸업 후 LG전자 정보기기연구소와 기아자동차 기술센터에서 6년여 직장 생활을 마치고 KAIST 박사 후 2000년 현재의 한국과학기술연구원에 재직하고 있다. 로봇연구단에서 치매DTC 연구단 책임연구원으로 재직한 바 있으며, KIST 로봇플랫폼사업단장, 과학기술연합대학원대학교(UST) HCI 및 로봇응용공학과 교수, 경희대-KIST 융합과학기술대학원 교수를 역임했다. 2005년 카네기멜론대학 방문 연구원으로 방문했다. 치매 케어 로봇을 개발한바 있으며, 주요 연구분야는 로봇 지능, 로봇 비전 분야이다.

## 활동
한국정보과학회, 인공지능소사이어티 이사직을 맡은 바있다. 로봇산업 자문위원 활동 등을 통해 지능형 로봇산업 활성화 정책 수립 지원, 정부 R&D 과제 기획 및 수행 등을 통한 원천기술 확보, 기술이전 등에 힘쓰고 있다.

## 수상
로봇산업 인프라 구축 기여 공로로 지난 12월 6일 2017년 대한민국 로봇대상 산업부장관상을 수상했다.

## 같이 보기
- 지능형 로봇
- 로봇산업
- 로봇인
- 로봇공학자